# Болеславице (Болеславешки окръг)
Вижте пояснителната страница за други значения на Болеславице.
Болеславице (на полски: Bolesławice) е село в Полша, Долносилезко войводство, Болеславешки окръг, община Болеславец. Според Полската статистическа служба към 31 март 2011 г. селото има 590 жители.

## Забележителности
В Регистъра за недвижимите паметници на Националния институт за наследството е вписана:
- Църква „Света Дева Мария на Броеницата“ от XIV – XVI.
- Гробище при църквата от XV – XVIII в.